# Лихачёв, Иван Ильич
Иван Ильич Лихачёв (1922—1987) — красноармеец Рабоче-крестьянской Красной Армии, участник Великой Отечественной войны, Герой Советского Союза (1944).

## Биография
Иван Лихачёв родился 4 октября 1922 года в селе Харлово (ныне — Краснощёковский район Алтайского края). После окончания пяти классов школы работал в колхозе. В мае 1941 года Лихачёв был призван на службу в Рабоче-крестьянскую Красную Армию. С июня того же года — на фронтах Великой Отечественной войны. К сентябрю 1943 года гвардии красноармеец Иван Лихачёв был радистом роты связи 78-го гвардейского стрелкового полка 25-й гвардейской стрелковой дивизии 6-й армии 3-го Украинского фронта. Отличился во время битвы за Днепр.
В ночь с 25 на 26 сентября 1943 года Лихачёв переправился через Днепр в районе села Войсковое Солонянского района Днепропетровской области Украинской ССР и принял активное участие в боях за захват и удержание плацдарма на его западном берегу, установив и поддерживая бесперебойную связь с командованием полка. Продолжал успешно выполнять свои обязанности в течение всех боёв на плацдарме, лично участвовал в отражении немецких контратак, уничтожив 15 немецких солдат.
Указом Президиума Верховного Совета СССР от 22 февраля 1944 года за «образцовое выполнение боевых заданий командования на фронте борьбы с немецкими захватчиками и проявленные при этом отвагу и геройство» гвардии красноармеец Иван Лихачёв был удостоен высокого звания Героя Советского Союза с вручением ордена Ленина и медали «Золотая Звезда».
После окончания войны Лихачёв был демобилизован. Проживал в Краснощёково, руководил отделом кадров райисполкома. Скончался 22 октября 1987 года.
Был также награждён орденом Отечественной войны 1-й степени и двумя орденами Отечественной войны 2-й степени, рядом медалей.